# Flores do Piauí
Pour les articles homonymes, voir Flores.
Flores do Piauí est une municipalité brésilienne située dans l'État du Piauí.